# Skorupowiec skalny

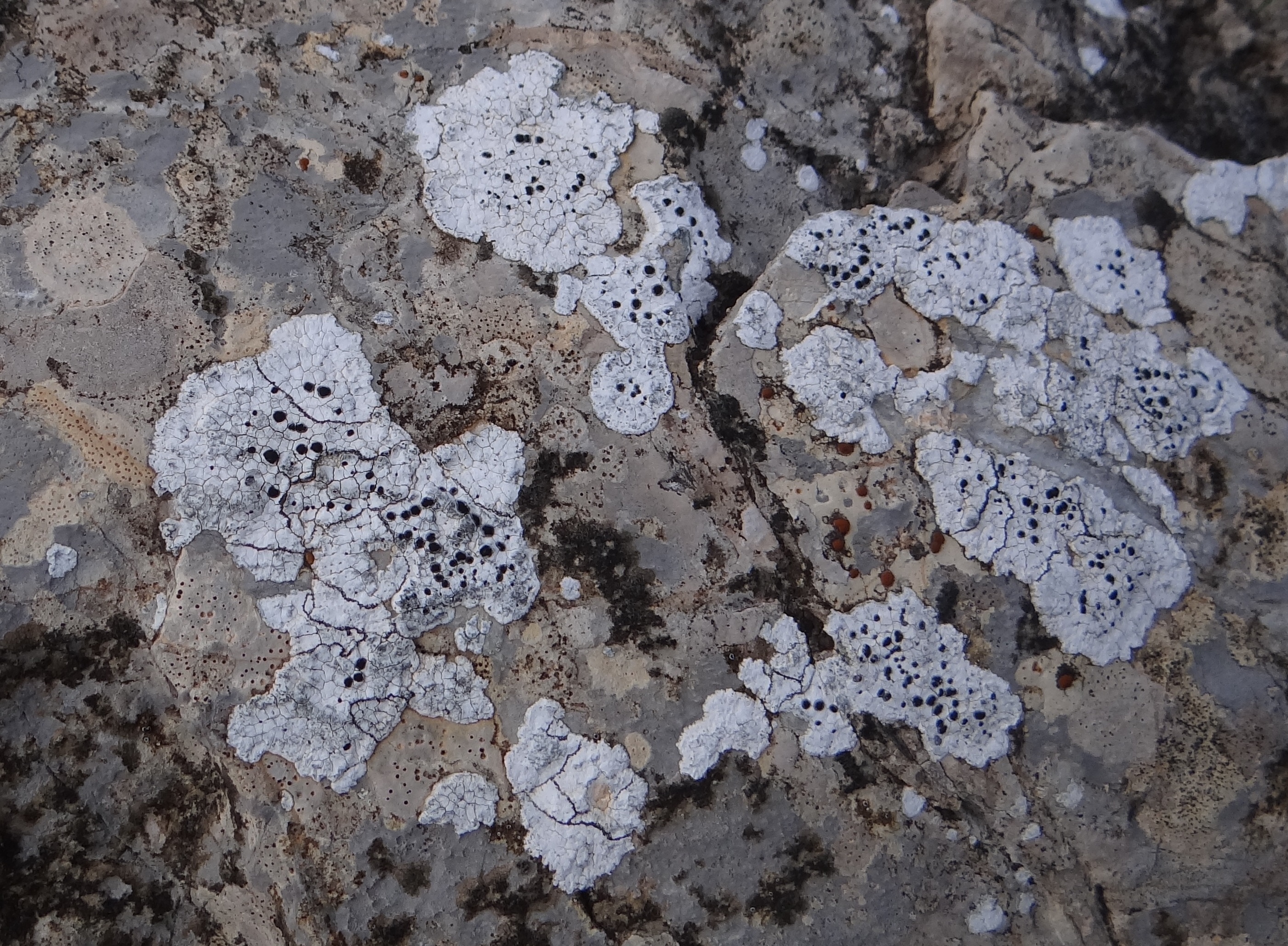

Skorupowiec skalny (Diplotomma epipolium (Ach.) Arnold – gatunek grzybów z rodziny obrostowatych (Physciaceae). Ze względu na współżycie z glonami zaliczany jest do porostów.

## Systematyka i nazewnictwo
Pozycja w klasyfikacji według Index Fungorum: Diplotomma, Physciaceae, Caliciales, Lecanoromycetidae, Lecanoromycetes, Pezizomycotina, Ascomycota, Fungi.
Po raz pierwszy takson ten zdiagnozował w roku 1799 Erik Acharius nadając mu nazwę Lichen epipolius. Obecną, uznaną przez Index Fungorum nazwę nadał mu w roku 1869 Ferdinand Christian Gustav Arnold, przenosząc go do rodzaju Diplotomma. Synonimy nazwy naukowej:

- Buellia alboatra var. epipolia (Ach.) Rostr.
- Buellia epipolia (Ach.) Mong. 1900
- Diplotomma alboatrum var. epipolium (Ach.) A. Massal. 1856
- Lecidea epipolia (Ach.) Ach. 1803
- Lichen epipolius Ach. 1799
- Patellaria epipolia (Ach.) DC. 1805
- Rhizocarpon alboatrum var. epipolium (Ach.) A.L. Sm. 1860
- Rhizocarpon epipolium (Ach.) Müll. Arg. 1872

Nazwę polską spójną z nazwą naukową podaje np. strona Pienińskiego Parku Narodowego. Krytyczna lista porostów i grzybów naporostowych Polski błędnie uznaje ten gatunek za synonim Buellia alboatra i podaje nazwę brunatka pstra.  

## Morfologia
Plecha skorupiasta, dość gruba o nieregularnym kształcie, ciągła, popękana na nieregularne areolki. Powierzchnia górna jest mączysta i ma barwę od białej do białoszarej.  Plecha zawiera glony protokokkoidalne. Na jej obwodzie czasami znajdują się zaczątki odcinków oraz wąskie przedplesze.
W plesze znajdują się zazwyczaj dość liczne apotecja lecideowe. Początkowo są one zanurzone w plesze, później szeroko do plechy przylegające i otoczone jej grubym rąbkiem, przez co wyglądają, jak apotecja lekanorowe. Mają średnicę 0,3–1 mm, okrągławe lub nieregularne, płaskie lub wypukłe tarczki o czarnej barwie. Cienki brzeżek apotecjów jest również czarny i równy z tarczką. Hypotecjum ma barwę od brunatnawożółtej do jasnobrunatnej, hymenium ma grubość 80–110 μm i w swojej górnej części jest brunatne.
W apotecjach powstają eliptyczne, sierpowato zagięte, 4-komórkowe askospory o rozmiarach  14–25 × 6–10 μm. Askospory mają czerwonobrązowy kolor, szorstką lub prążkowaną powierzchnię i wewnętrzne, poprzeczne przegrody. 

## Występowanie i siedlisko
Występuje w Ameryce Północnej, na Grenlandii i w Europie. W Polsce dość często występuje w Tatrach Zachodnich, Pieninach, na Wyżynie Krakowsko-Częstochowskiej, na Dolnym Śląsku, rzadko w Beskidach i na niżu. Znajduje się na Czerwonej liście roślin i grzybów Polski. Ma status VU – gatunek narażony na wymarcie.
Rośnie na wapiennych skałach oraz wapnistych piaskowcach, w miejscach niezacienionych.